# 夏尔·科南·班尼
夏尔·科南·班尼（法語：Charles Konan Banny；1942年11月11日—2021年9月10日），科特迪瓦经济学家、政治家，逝世前擔任西非国家中央银行行长，2005年至2007年间曾任科特迪瓦总理。
2021年9月，班尼因健康原因被送到欧洲靜養，同月10日因新冠肺炎并发症去世，享年78岁。